# Can Gumbau (Cantallops)
Can Gumbau és una casa de Cantallops (Alt Empordà) inclosa a l'Inventari del Patrimoni Arquitectònic de Catalunya.

## Descripció
Situat dins del nucli urbà de la població de Cantallops, al nord del nucli històric de la vila, al carrer dels Avalls.
Edifici aïllat de planta rectangular amb jardí, que presenta la coberta de teula d'un sol vessant i està distribuït en planta baixa, dos pisos i golfes. Consta de tres crugies perpendiculars a la façana principal, que alhora presenta un cos rectangular adossat cobert per una terrassa al pis. En aquest cos s'obren dues voltes de canó bastides amb maons disposats a pla, que donen accés als portals d'accés a l'interior de la planta baixa. La terrassa, a la que es pot accedir des d'unes escales exteriors de pedra o bé des de la primera planta de la casa, està delimitada per una barana d'obra decorada. Totes les obertures de l'edifici són rectangulars i presenten els emmarcaments bastits en maons, tot i que la majoria estan protegits pel revestiment arrebossat de la façana. Al primer pis hi ha tres finestrals que donen accés a la terrassa, a la segona planta hi ha tres finestres balconeres i a les golfes tres petites finestres tapiades. De fet, tant les obertures dels murs laterals com les de l'eix central de la façana principal estan tapiades amb totxos. La casa presenta un petit cos adossat a ponent, amb la coberta d'un sol aiguavés, al que s'accedeix des d'unes escales exteriors de pedra ubicades a la banda de ponent de la terrassa.
La construcció és bastida en pedra sense treballar i maons, lligat amb abundant morter de calç. L'únic parament revestit és la façana principal.